# Masdevallia amplexa
Masdevallia amplexa är en orkidéart som beskrevs av Carlyle August Luer. Masdevallia amplexa ingår i släktet Masdevallia och familjen orkidéer.
Artens utbredningsområde är Peru. Inga underarter finns listade i Catalogue of Life.